# Цукубамирай
Цукубамирай (яп. つくばみらい市 Цукубамирай-си) — город в Японии, находящийся в префектуре Ибараки. Площадь города составляет 79,14 км², население — 47 536 человек (1 августа 2014), плотность населения — 600,66 чел./км².

## Географическое положение
Город расположен на острове Хонсю в префектуре Ибараки региона Канто. С ним граничат города Цукуба, Мория, Ториде, Дзёсо, Рюгасаки.

## Население
Население города составляет 47 536 человек (1 августа 2014), а плотность — 600,66 чел./км². Изменение численности населения с 1980 по 2005 годы:
| 1980 | 32 917 чел. |  |
| 1985 | 36 776 чел. |  |
| 1990 | 38 537 чел. |  |
| 1995 | 40 495 чел. |  |
| 2000 | 40 532 чел. |  |
| 2005 | 40 174 чел. |  |

## Символика
Деревом города считается сакура, цветком — репа, птицей — полевой жаворонок.